# Giuseppe Gianfranceschi
Giuseppe Gianfranceschi fue un jesuita y científico italiano. 

## Biografía
Giuseppe Gianfranceschi nació el 21 de febrero de 1875 en Italia. De 1926 a 1930 fue rector de la Pontificia Universidad Gregoriana. El Papa Benedicto XV lo nombró presidente de la Pontificia Academia de las Ciencias. Entre 1928 y 1929 fue parte de la expedición de Umberto Nobile al Polo Norte.
En 1925 escribió una carta recomendando la creación de una estación de radio. En 1931, fue uno de los participantes de la primera transmisión de radio hecha por un Papa, el Qui arcano Dei. Fue nombrado director de Radio Vaticano, siendo el primero en ostentar el cargo.
Falleció el 9 de julio de 1934 en Roma, Italia.